# Gare de Pontiac
Pour la gare de la ville de Pontiac dans le Michigan, voir Pontiac Transportation Center.
La gare de Pontiac est une gare ferroviaire des États-Unis, située à Pontiac dans l'État de l'Illinois.

## Service des voyageurs

### Desserte
- Ligne d'Amtrak:
  - Le Lincoln Service: Saint-Louis - Chicago
  - Le Texas Eagle: Los Angeles - Chicago